# Borgåsund
Borgåsund är en småort i Kolbäcks socken och i Hallstahammars kommuns södra del, cirka 1 km söder om Strömsholm. Delen söder om sundet ligger i Västerås kommun.
Strax öster om Borgåsund mynnar Strömsholms kanal ut i Freden, en fjärd av Mälaren.

## Fotogalleri

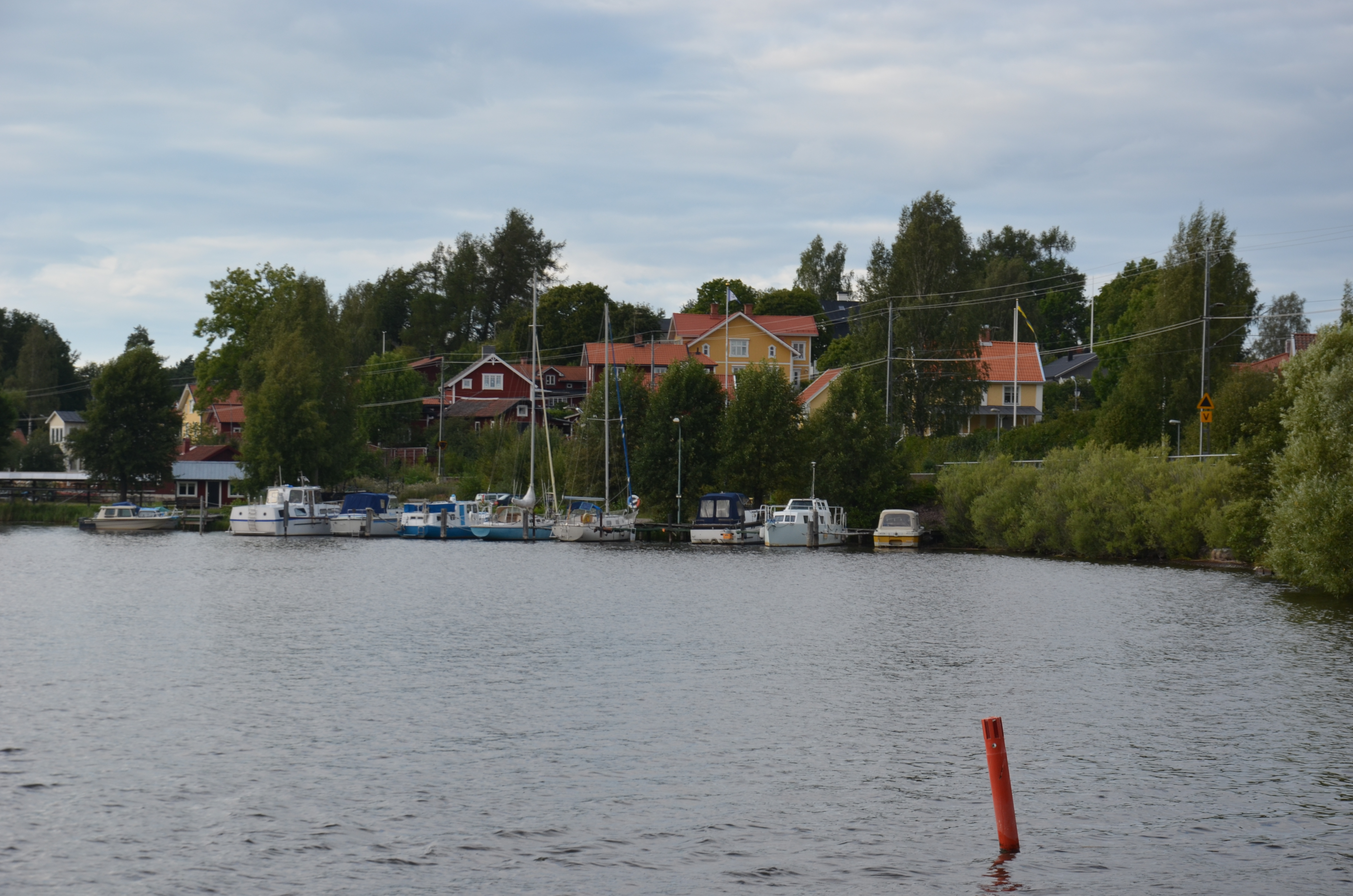
Borgåsund från småbåtshamnen
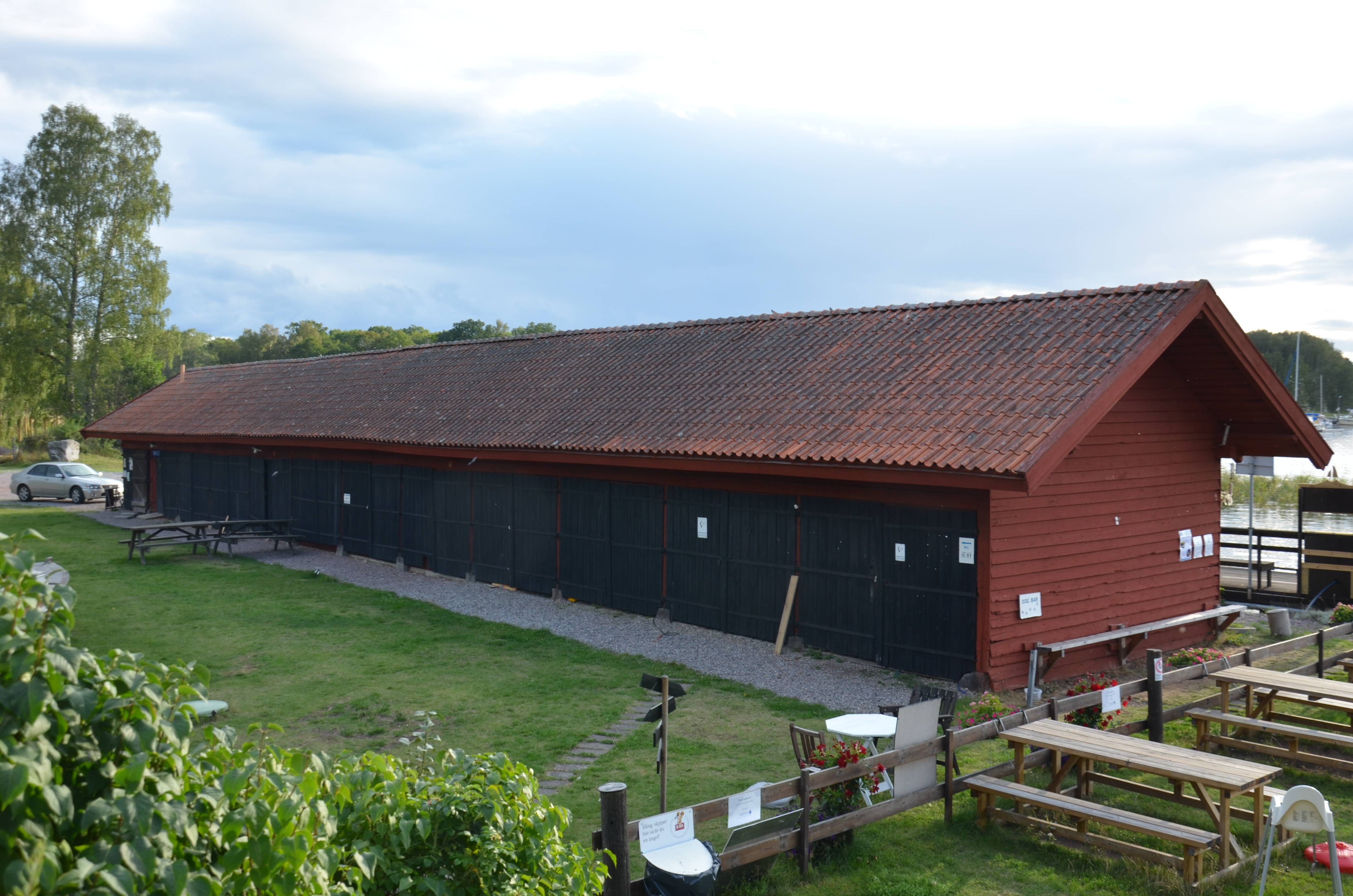
Järnvågshuset
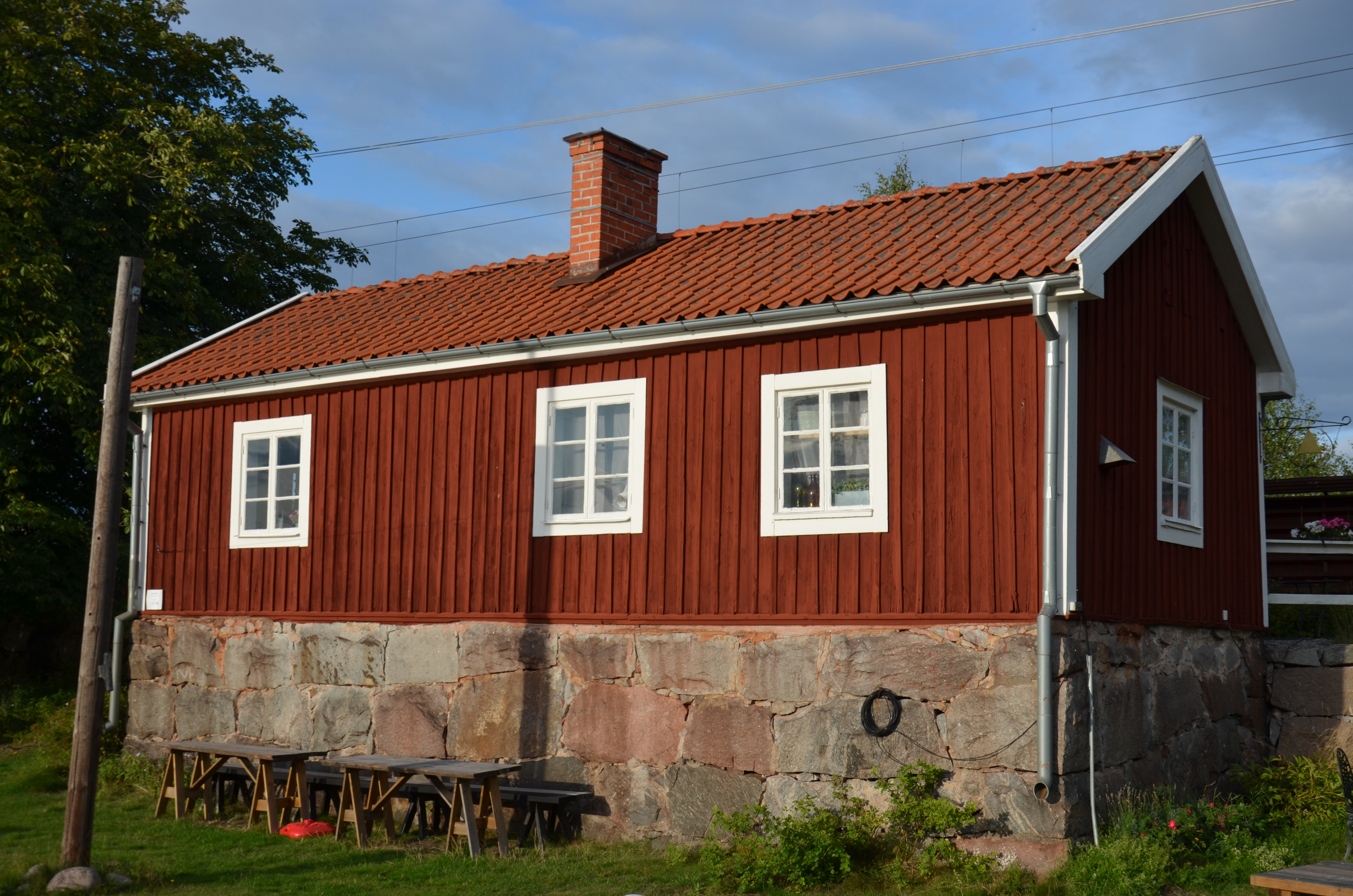
Brovaktarstugan